# Sonic the Hedgehog's Gameworld
Sonic the Hedgehog's Gameworld (яп. ソニック・ザ・ヘッジホッグ ゲームワールド, Сонікку дза Хедзіхоггу Ге:мува:рудо, укр. Ігровий світ їжака Соніка), також називають просто Sonic Gameworld - відеогра серії Sonic the Hedgehog, розроблена компанією Aspect Co. і видана Sega для гральної консолі Sega Pico, 2 серпня 1994 в Японії. 19 листопада 1996 року Sonic the Hedgehog’s Gameworld вийшла на території Північної Америки.
Гра складається з різноманітних мініігор, представлених на кожному поверсі центру розваг «Gameworld», побудованому доктором Роботніком з метою придбати Смарагди Хаосу для своїх планів. Гравець може вибрати режим гри, а також одного з трьох персонажів: Соніка, Тейлза та Емі Роуз.
Sonic the Hedgehog's Gameworld стала першою частиною серії, розробленої для приставки Sega Pico, і призначена для молодої аудиторії, для розважального характеру. Гра була переважно позитивно оцінена пресою. Серед переваг були названі ігровий процес та графіка, але до мінусів віднесені музика та мініігри.

## Ігровий процес

Sonic the Hedgehog's Gameworld є компіляцією декількох мініігор. На скриншоті показано симулятор слот-машини

Sonic the Hedgehog's Gameworld є навчальною відеогрою з різними представленими мінііграми. За сюжетом доктор Роботнік будує розважальний центр «Gameworld» і приховує на кожному поверсі Смарагди Хаосу. Їжак Сонік, лисеня Тейлз і їжачка Емі Роуз повинні пройти всі мініігри й знайти Смарагди.
На початку гри необхідно вибрати кількість гравців (один або два), складність (низька або висока), а також режим гри. Після цього гравець повинен вибрати одного з трьох персонажів: Соніка, Тейлза або Емі. У режимі «Game Mode» гравці можуть вибрати одну з 17 мініігор, в яку вони захочуть пограти. У сюжетному режимі «Story Mode» після кожної пройденої гри нараховуються очки. Ціль гравця полягає в тому, щоб накопичити більше очок, ніж Роботнік або його опонент. Кожна сторінка картриджа «Storyware» є одним із поверхів «Gameworld», кожному з яких містяться індивідуальні мініігри. Після проходження мініігор гравець може слухати репліки друзів Соніка та тварин.

## Розробка та вихід гри
Sonic the Hedgehog's Gameworld була розроблена компанією Aspect, яка до цього створила три гри серії для портативних консолей: Sonic the Hedgehog 2, Sonic Chaos та Sonic Drift. Крім цього, над музичним супроводом працював композитор Кодзіро Мікуса, який до цього брав участь у створенні музики до Sonic the Hedgehog Chaos. Гра стала першою у серії, випущеною для консолі Sega Pico. Всупереч тому, що Sonic the Hedgehog's Gameworld в основному розрахована на дитячу аудиторію, в ній є і безліч мініігор, не пов'язаних із навчанням. Крім того, у грі присутнє озвучення всіх чотирьох персонажів, тобто Соніка, Тейлза, Емі та Роботніка. Реліз відбувся 2 серпня 1994 року в Японії.
19 листопада 1996 року Sonic the Hedgehog's Gameworld вийшла в Північній Америці. Версія гри для цього регіону зазнала кардинальних змін. Так, були видалені мініігри, пов'язані з азартними іграми та казино, інша частина мініігор зазнали деякого коригування, а озвучування персонажів було дубльовано англійською мовою. В американській версії також немає сюжетного режиму. Спеціально для цієї версії було створено п'яту сторінку «Storyware», в якій гравці можуть створювати малюнки за допомогою різних олівців та наклейок. Це було зроблено з метою випустити продукт, придатний молодшій аудиторії англомовних країн. У результаті Sonic the Hedgehog's Gameworld отримала від організації Entertainment Software Rating Board віковий рейтинг «Early Childhood» (для дітей молодшого віку).

## Оцінки та відгуки
Оглядач португальського сайту Power Sonic оцінив гру у 8 балів із 10 можливих. Рецензент відзначив хорошу графіку та спрайти, задні фони, ігровий процес та появу Емі як ігрового персонажа. Однак, деякі елементи гри були піддані критиці, наприклад, слабка музика та прості цілі мініігор. Попри недоліки, в огляді проєкт був названий «цікавим», за яким можна провести пів години чи годину свого часу.
На сайті AllGame Sonic the Hedgehog's Gameworld було оцінено у 2,5 зірки з 5.